# دانشگاه تیلبرگ

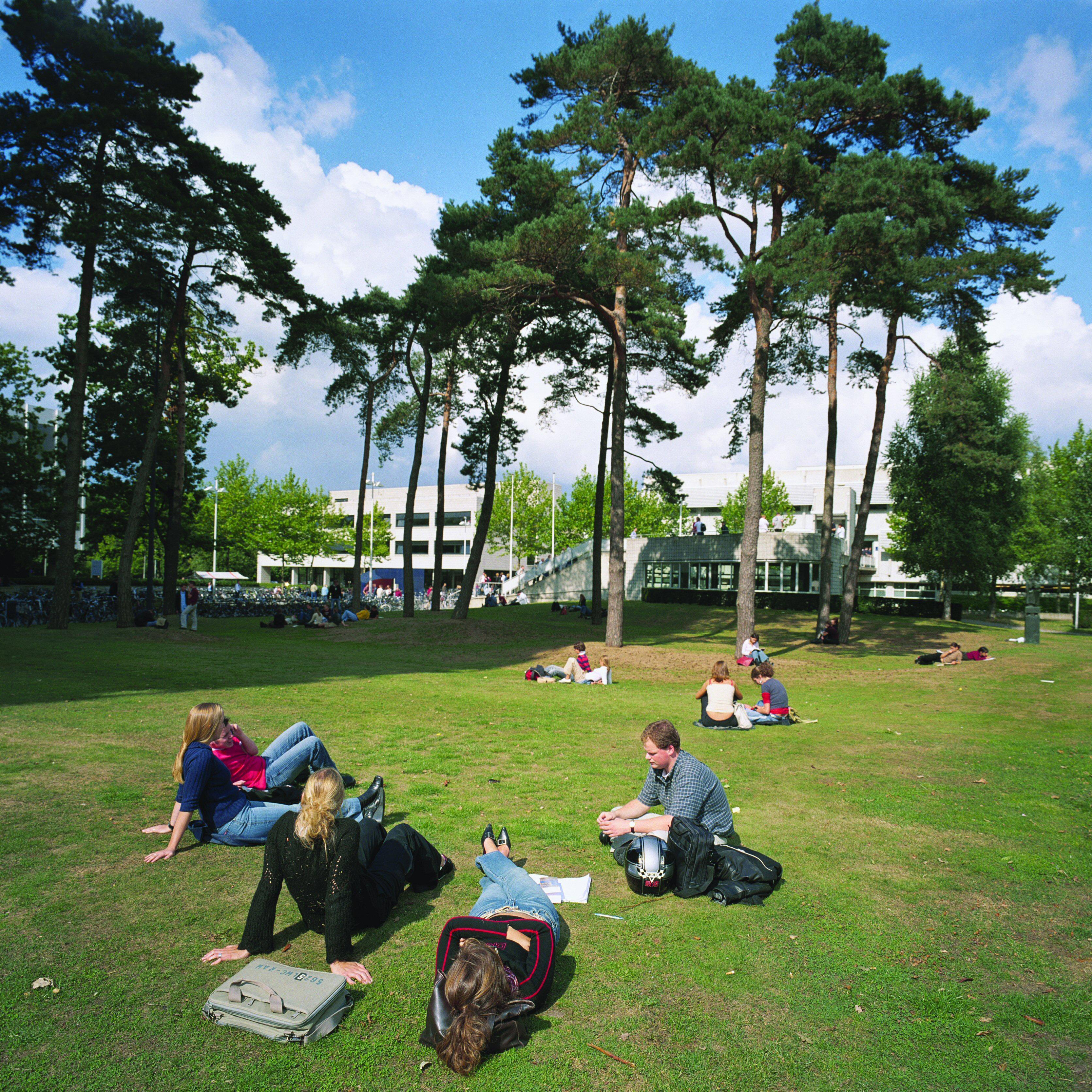

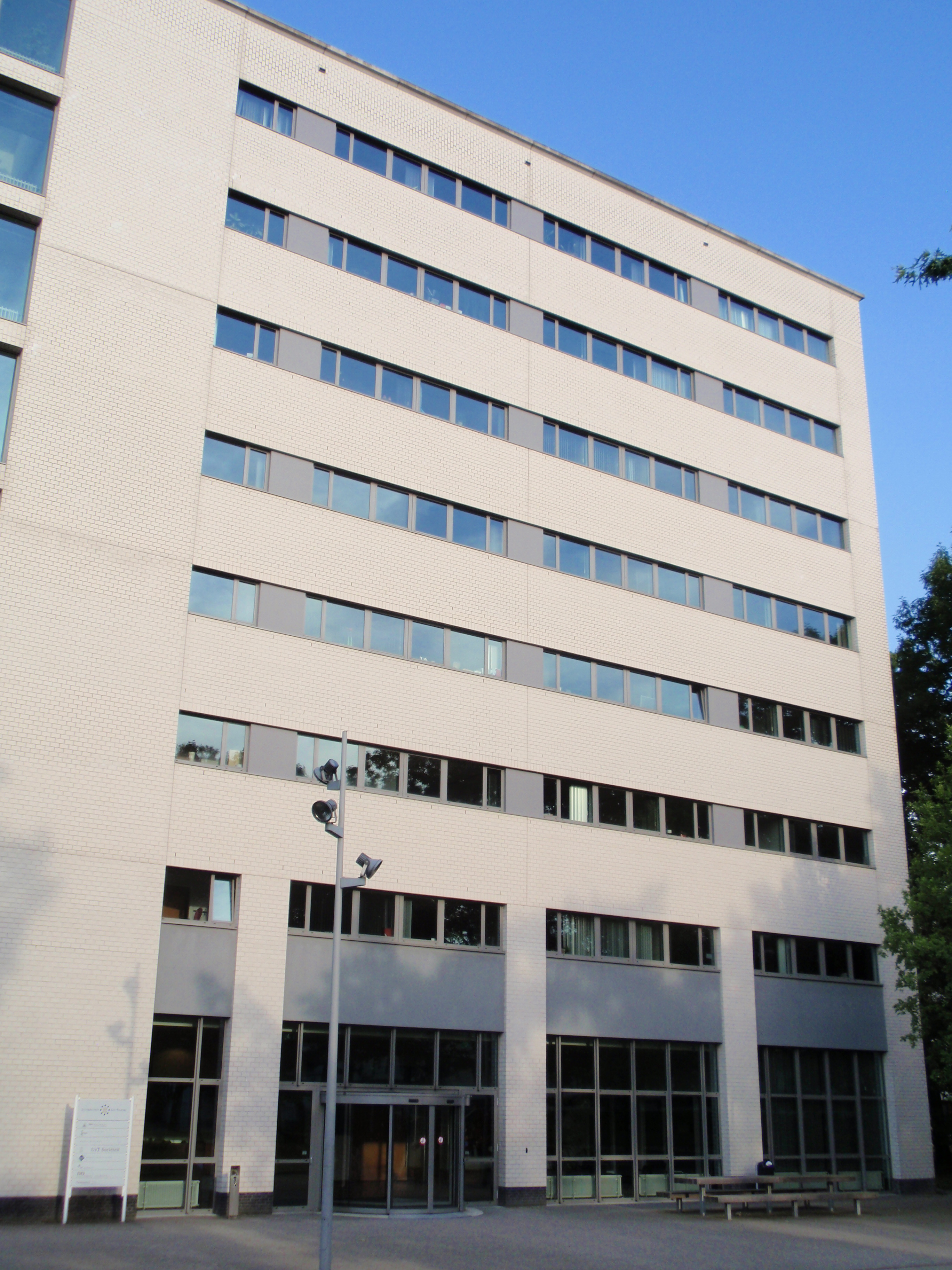

دانشگاه تیلبرگ (به انگلیسی: Tilburg University)، یک دانشگاه تحقیقاتی عمومی در تیلبرگ در جنوب هلند است. این دانشگاه در زمینه‌های علوم اجتماعی، اقتصاد، حقوق، علوم تجربی، کلیسا و علوم انسانی متخصص است.
این دانشگاه در زمینه تحقیقات و آموزش شهرت یافته‌است. دانشکده اقتصاد و مدیریت بازرگانی این دانشگاه در اکتبر ۲۰۱۷، به عنوان ۲۵مین بخش تحقیقاتی مولد در جهان و ۷مین در اروپا رتبه‌بندی شد. طبق رتبه‌بندی شانگهای در سال ۲۰۱۷، دانشگاه تیلبرگ، رتبه پنجم در زمینه مدیریت کسب و کار و رتبه هشتم در زمینه امور مالی دارد. طبق مجله الزویر این دانشگاه در زمینه حقوق، در سه سال اخیر در رتبه اول هلند قرار دارد. علاوه بر این، دانشکده علوم اجتماعی و رفتاری یک برنامه کارشناسی ارشد دو ساله در روانشناسی پزشکی (در هلند) ارائه می‌دهد که در آن دانشجویان به عنوان متخصصان دانش در محیط پزشکی آموزش دیده‌اند.

## رتبه‌بندی
دانشگاه تیلبورگ یک دانشگاه تخصصی است و توجه زیادی به علوم اجتماعی دارد. در سال ۲۰۱۷، تایمز هایر اجوکیشن آن را به عنوان ۲۱مین دانشگاه جهان در زمینه اقتصاد و کسب و کار و ۳۶مین دانشگاه جهان در رشته حقوق رتبه‌بندی کرده‌است. طبق رتبه‌بندی شانگهای به عنوان ۵مین دانشگاه برتر جهان در مدیریت کسب و کار در جهان، ۸مین در امور مالی، ۲۹مین در مدیریت و ۳۰مین در اقتصاد است.
جمعیت دانشجویی دانشگاه تیلبرگ حدود ۱۳٬۰۰۰ دانشجو دارد که حدود ۱۰ درصد آنها دانشجویان بین‌المللی هستند، این درصد در سال‌های گذشته به‌طور پیوسته افزایش یافته‌است. دانشگاه تیلبرگ به هر دو زبان هلندی و انگلیسی تدریس می‌کند.